# Meyenia
- Commons
- Wikispecies

Meyenia Nees, segundo o Sistema APG II, é um género botânico pertencente à família Acanthaceae, encontrado na Índia e Sri Lanka.

## Espécies
Apresenta dez espécies:
| - Meyenia corymbosa - Meyenia cyanea - Meyenia erecta - Meyenia fasciculata - Meyenia hawtayneana | - Meyenia longiflora - Meyenia purpurea - Meyenia tomentosa - Meyenia vogeliana - Meyenia weberbaueri |

- «Lista das espécies»

## Nome e referências
Meyenia Nees 1832.

## Classificação do gênero
| Sistema | Classificação                       | Referência            |
| ------- | ----------------------------------- | --------------------- |
| APG II  | Ordem Lamiales, família Acanthaceae | APweb, versão 9, 2008 |